# Angelo Nannoni
Angelo Nannoni né à Incisa in Val d'Arno en 1715 et mort à Florence en 1790 est un chirurgien italien. Il fut l'un des premiers opérateurs de son temps, perfectionna l'opération de la taille et combattit la théorie des humeurs.

## Œuvres
- Trattato chirurgico delle malattie delle mamelle, Florence, 1746,
- Della simplicita del medicare, Florence, 3 vol., 1761-67. Tome I : , Tous les tomes :

## Source
Cet article comprend des extraits du Dictionnaire Bouillet. Il est possible de supprimer cette indication, si le texte reflète le savoir actuel sur ce thème, si les sources sont citées, s'il satisfait aux exigences linguistiques actuelles et s'il ne contient pas de propos qui vont à l'encontre des règles de neutralité de Wikipédia.